# Operacja Babcocka
Operacja Babcocka – jedna z technik operacyjnych, stosowana w leczeniu żylaków kończyn dolnych. Zwana jest też strippingiem żyły odpiszczelowej.
Technika operacyjna została po raz pierwszy zastosowana w 1905 przez Williama Wayne'a Babcocka i jest stosowana do czasów obecnych.
Polega na wykonaniu dwóch nacięć - jednego w okolicy pachwiny i drugiego w okolicy kostki przyśrodkowej. Następnie przez nacięcie od strony kostki przyśrodkowej, wprowadza się specjalną sondę, zwaną stripperem, i którą przymocowuje się do żyły i następnie razem z nią usuwa.
Metoda Babcocka cechuje się niskim stopniem nawrotów choroby oraz prostotą i bezpieczeństwem.
Wymaga znieczulenia ogólnego lub zewnątrzoponowego.